# Ōsako Naoharu
Ōsako Naoharu est un nom japonais traditionnel ; le nom de famille (ou le nom d'école), Ōsako, précède donc le prénom (ou le nom d'artiste).
Le vicomte Ōsako Naoharu (大迫尚敏, 24 décembre 1844-20 septembre 1927), parfois appelé Ōsako Naotoshi, est un général de l'Armée impériale japonaise, frère aîné du général Ōsako Naomichi.

## Biographie
Fils aîné d'un samouraï du domaine de Satsuma (actuelle préfecture de Kagoshima), Ōsako est scolarisé à l’académie Soshikan et combat en tant que samouraï durant la guerre anglo-Satsuma et la guerre de Boshin. Il rejoint la nouvelle armée impériale japonaise en mars 1871 et est assigné au ministère de la Guerre en 1873 puis promu capitaine en 1874. Il est appelé à combattre ses camarades de Satsuma lors de la rébellion de Satsuma et est blessé durant le siège du château de Kumamoto. Pendant la guerre, il est promu major et sert dans l'état-major de la garnison de Kumamoto. Il devient commandant du 6e régiment d'infanterie en juin 1883, et assigné à la tête de la 1re brigade de la Garde impériale en mai 1885. Promu colonel en 1887, il devient chef d'état-major de la 4e division d'infanterie en octobre 1890 et est nommé à la tête du 1er bureau de l'état-major de l'Armée impériale japonaise l'année suivante. En septembre 1892, Ōsako est promu major-général et reçoit le commandement de la 5e brigade d'infanterie.
Ōsako reste commandant de la brigade durant la première guerre sino-japonaise et reçoit le titre de baron (danshaku) selon le système de noblesse kazoku, et l'ordre du Milan doré (3e classe). Après la guerre, il retourne à l'état-major et est promu lieutenant-général en avril 1990 et commandant de la 7e division d'infanterie. Celle-ci n'a que des fonctions de défense et est stationnée à Hokkaidō.
Durant la guerre russo-japonaise, Ōsako participe au siège de Port-Arthur sous le commandement de la 3e armée du général Nogi Maresuke. Ses forces jouent un rôle important dans la sanglante bataille, puis combattent lors de la bataille de Mukden. Il retourne au Japon en mars 1906, reçoit l'ordre du Milan doré (2e classe) en avril, et est promu général en mai. En septembre 1907, il est élevé en vicomte (shishaku). Il entre dans la réserve en avril 1909 et se retire du service en avril 1914.
En novembre 1912, Ōsako remplace Nogi Maresuke comme directeur de l'école pour aristocrates Gakushūin et le reste jusqu'en août 1917. À sa mort en septembre 1927, il reçoit le Grand cordon de l'ordre du Soleil levant.